# ジャスター
株式会社ジャスターは、かつて岩手県盛岡市に本社を置いていた、東日本旅客鉄道（JR東日本）の完全子会社（連結子会社）。
同社盛岡支社管内で、駅業務の受託のほか、飲食業、ホテル業などを手掛けていた。
現在のJR東日本東北総合サービス（通称：LiViT／リビット）盛岡支店にあたる。

## 沿革
- 1984年（昭和59年） - 本八戸駅「八戸シーガルタウン」開設。
- 1988年（昭和63年）1月 - JR東日本の社内ベンチャー制度で「釜石スモーク工房」での製造開始。
- 1992年（平成4年）4月1日 - 設立[1]。
- 1994年（平成6年）3月1日：岩手飯岡駅の業務を受託[2]。同社で最初の駅業務受託となる[2]。
- 1997年（平成9年）10月 - JR東日本から「釜石スモーク工房」の経営を引き継ぐ。
- 1999年（平成10年）
  - 7月 - 六原駅の業務を受託。
  - 12月4日 - 荒屋新町駅・十和田南駅・東大館駅の業務を受託。
- 2001年（平成13年）3月27日 - 花巻駅に「アフロディーテ」オープン。
- 2002年（平成14年）
  - 4月1日 - 青森駅西口の業務を受託。
  - 11月21日 - 八戸駅ビルプラザ1・2開業。
- 2003年（平成15年）
  - 4月1日 - 津軽石駅、盛岡お客様相談室の業務を受託。
  - 10月1日 - 花泉駅・油川駅の業務を受託。
- 2004年（平成16年）
  - 4月1日 - 前沢駅・花巻空港駅・小湊駅・小佐野駅の業務を受託。
  - 10月1日 - 金ケ崎駅・石鳥谷駅・日詰駅・古館駅の業務を受託。
  - 12月1日 - 本八戸駅「八戸シーガルタウン」リニューアルオープン。
- 2005年（平成17年）
  - 3月10日 - 矢幅駅・仙北町駅の業務を受託。
  - 4月1日 - 浅虫温泉駅・摺沢駅・陸前高田駅・大槌駅の業務を受託。
  - 7月28日 - 盛岡駅改装により在来線2階フェザン口（旧・北改札）業務の受託を終了。
  - 12月1日 - 「もしもし券売機Kaeruくん」のオペレーション業務を行うもしもし券売機センター開設により業務を受託（本格稼働は2006年3月から）。
- 2006年（平成18年）3月 - 陸奥湊・種市駅の業務を受託。
- 2007年（平成19年） - ファミリーオ雫石の営業を終了（施設売却）。
- 2009年（平成21年）
  - 4月1日 - 鮫駅の業務を受託。
  - 9月2日 - フォルクローロいわて東和のリニューアル計画を発表。
- 2010年（平成22年）12月4日 - 東北本線八戸 - 青森間の青い森鉄道への移管に伴い、浅虫温泉駅・小湊駅の駅業務受託終了。
- 2011年（平成23年）
  - 8月31日 - 盛岡お客様相談室廃止に伴い、業務受託終了。
  - 10月31日 - 「釜石スモーク工房」営業終了。
- 2012年（平成24年）3月 - 「もしもし券売機Kaeruくん」使用終了につき、もしもし券売機センターの業務受託終了。
- 2015年（平成27年）
  - 3月 - フォルクローロ遠野の営業を終了（遠野駅改築のため）[3]。
  - 7月1日 - JR東日本グループ再編[4]
    - ホテル・駐車場の各事業の運営権を、会社分割（吸収分割）により盛岡ターミナルビルへ移管。
    - 上記以外の事業（駅業務受託・構内の各事業等）を残した当社をJR東日本東北総合サービスに吸収合併、同社盛岡支店として改組。

## 業務内容
- JR東日本盛岡支社の業務受託
  - 花泉駅（駅長配置）
  - 一ノ関駅東口（駅長・副駅長配置）
  - 一ノ関駅幹線乗換口（副駅長配置）
  - 平泉駅（駅長配置）
  - 前沢駅（駅長配置）
  - 金ケ崎駅（駅長配置）
  - 六原駅（駅長配置）
  - 村崎野駅（駅長配置）
  - 花巻空港駅（駅長配置）
  - 石鳥谷駅（駅長配置）
  - 日詰駅（駅長配置）
  - 古館駅（駅長配置）
  - 矢幅駅（駅長・副駅長配置）
  - 岩手飯岡駅（駅長・副駅長配置）
  - 仙北町駅（駅長・副駅長配置）
  - 摺沢駅（駅長配置）
  - 千厩駅（駅長配置）
  - 土沢駅（駅長配置）
  - 小佐野駅（駅長配置）
  - 荒屋新町駅（駅長配置）
  - 十和田南駅（駅長配置）
  - 東大館駅（駅長配置）
  - 陸奥湊駅（駅長・副駅長配置）
  - 鮫駅（駅長配置）
  - 種市駅（駅長配置）
  - 陸奥横浜駅（駅長配置）
  - 下北駅（駅長配置）
  - 油川駅（駅長配置）
  - 新青森駅在来線改札口（駅長配置）
  - 青森駅西口（駅長・副駅長配置）
  - 盛岡駅インフォメーションセンター
  - 盛岡研修センター
  - 盛岡テレフォンセンター
  - 青森テレフォンセンター（青森総合事務所内）
    - 陸前高田駅は東日本大震災による営業休止までは当社で受託しており、同日の出番者であった社員1名が被災し死亡している。その後の営業再開時は、盛駅からの社員派遣により直轄で営業されており、当社に委託されてはいない。
    - 津軽石駅・大槌駅も東日本大震災による営業休止までは当社で受託していた。両駅とも山田線の復旧に伴い、三陸鉄道に移管された。
- ホテルフォルクローロ・ホテルメッツの運営
  - フォルクローロ大湊
  - ホテルフォルクローロ花巻東和
  - ホテルメッツ北上
  - ホテルメッツ八戸
- 駅構内営業
  - ぐるっと遊青森店（東口）
  - ぐるっと遊八戸店（待合室内）
  - ぐるっと遊盛岡店（2階南口）
  - ぐるっと遊一ノ関店（西口待合室内）
  - ぐるっと遊水沢江刺店（正面口右）
  - キラハート盛岡店
  - 大地館（盛岡駅2階北口）
  - キリンシティ盛岡（盛岡駅2階南口）
  - いわてのアンテナショップ（盛岡駅2階北口さんさこみち入口）
  - NEWDAYS八戸駅東口
  - NEWDAYS一ノ関駅西口
  - お食事処「つがる路」（青森駅東口）
  - ジャスター新花巻店
  - ジャスターほっとゆだ店
  - JCコンビニ宮古店
  - アフロディーテ花巻駅店（フランチャイズ方式）
  - ドトールコーヒー盛岡駅店（2階北口）
  - ドトールコーヒー盛岡駅南口店
  - ドトールコーヒー青森駅店（東口）
  - プチエトワール（NEWDAYS八戸駅東口に隣接）
  - 八戸魚河岸食堂（八戸駅東口）
- 駅ビルの運営
  - 八戸駅プラザ1・2（うみねこプラザ）
  - 本八戸駅シーガルタウン
- その他
  - 月決駐車場
  - 東日本エレファ事業
  - CFP事業
  - 労働者派遣事業